# Baccharis apicifoliosa
Baccharis apicifoliosa là một loài thực vật có hoa trong họ Cúc. Loài này được A.A. Schneid. & Boldrini mô tả khoa học đầu tiên năm 2008.